# Harrison Gray Otis (editore)
Harrison Gray Otis (Marietta (Ohio), 10 febbraio 1837 – Los Angeles, 30 luglio 1917) è stato un militare, editore e imprenditore statunitense. Fu il presidente e direttore generale della Times-Mirror Company, editrice del Los Angeles Times.

## Biografia

### Giovinezza
Otis nacque vicino a Marietta (Ohio), il 10 febbraio 1837, figlio di Stephen e Sally (Dyar) Otis. Suo padre era del Vermont and e sua madre, nativa della Nuova Scozia (Canada), venne in Ohio da Boston (Massachusetts) con la sua famiglia. Il giovane Otis ricevette un'istruzione scolastica fino all.'età di quattordici anni, quando divenne apprendista di un tipografo alNoble County Courier in Ohio.
Otis ed Eliza Ann Wetherby si sposarono a Lowell (Ohio), l'11 settembre 1859, ed ebbero tre figlie, Lillian Otis McPherson, Marian Otis Chandler, che fu segretaria della Times-Mirror, e Mabel Otis Booth.
Fu un delegato del Kentucky alla Convenzione nazionale repubblicana che candidò Abraham Lincoln a presidente nel 1860. Allo scoppio della Guerra civile nel 1861, lasciò il suo lavoro come compositore tipografico nell'ufficio del Louisville Journal per arruolarsi volontario come soldato semplice nell'Esercito dell'Unione. Otis combatté nel 23º Fanteria dell'Ohio. Fu promosso nei ranghi e fu nominato ufficiale, tenente, nel novembre 1862; lasciò infine l'Esercito nel luglio 1865 con il grado di capitano.
Fu ferito due volte in battaglia, ricevette "due volte il brevetto per condotta valora e meritevole" e fu promosso sette volte.

### Giornalismo
Dopo la guerra, Otis fu il cronista ufficiale della Camera dei Rappresentanti dell'Ohio, poi si trasferì a Washington, D.C., dove fu funzionario del governo, corrispondente e direttore di giornale. Nel 1876, lui e la sua famiglia si trasferirono a Santa Barbara (California), che aveva allora una popolazione di circa 3.000 abitanti, e acquistò un giornale locale, il Santa Barbara Press, da C.W. Hollister, effettivo dall'11 marzo di quell'anno. Rinunciò temporaneamente al giornalismo nel 1879 quando gli fu offerto il posto di agente capo del governo o di agente speciale del tesoro delle Isole Northern Seal, ora note come Isole Pribilof, nell'Oceano Pacifico al largo della costa del territorio appena acquisito dell'Alaska. Lasciò quella posizione nel 1881 per ritornare a Santa Barbara.
Otis stava dirigendo là il suo giornale quando andò a Los Angeles – una città più grande con una popolazione di circa 12.500 abitanti — e concordò con l'azienda di Yarnell, Caystile & Mathes di assumere le responsabilità editoriali al Los Angeles Daily Times, ora il Los Angeles Times. A cominciare dal 1º agosto 1882, doveva "avere la conduzione editoriale del Daily Times e del Weekly Mirror," secondo un annuncio nel Times. In seguito la società fu chiamata Times-Mirror, e il 6 aprile 1886 fu riorganizzata, con Albert McFarland e W.A. Spalding come proprietari e Otis come presidente e direttore generale. Quello era il titolo ufficiale di Otis al momento della sua morte nel 1917. La storia del Times sulla sua scomparsa notava che la Times-Mirror Company erano "gli editori  del Los Angeles Daily Times". L'articolo chiamava Otis il "principale proprietario" del giornale, ma non si riferiva mai a lui come editore. Undici anni prima, tuttavia, l'Associated Press lo aveva chiamato "editore del Los Angeles Times".

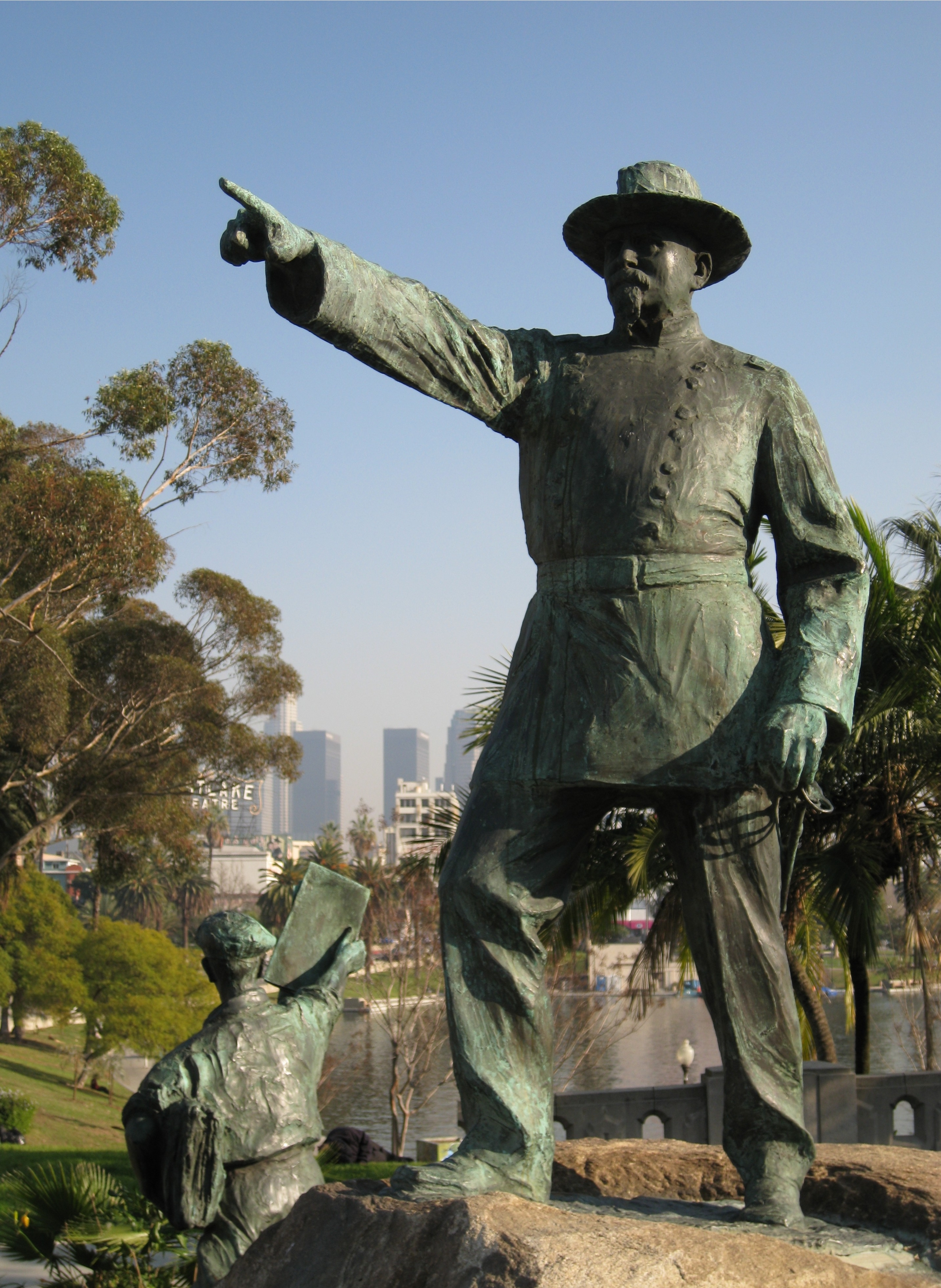
Statua di Otis nel Parco MacArthur

Quando scoppiò la Guerra ispano-americana nel 1898, Otis chiese al presidente William McKinley di nominarlo vicesegretario alla Guerra. Ma il segretario alla Guerra Russell A. Alger non voleva che il conservatore Otis prestasse servizio sotto di lui. Otis allora si offrì di nuovo volontario per l'Esercito e fu nominato brigadier generale dei volontari. Prestò servizio nelle Filippine. Non vide nessuna azione contro gli Spagnoli, ma comandò la 1ª Brigata, 2ª Divisione, VIII Corpo durante la Guerra filippino-americana.
Otis era noto per le sue idee politiche conservatrici, che si riflettevano nel giornale. La sua casa fu uno dei tre edifici che furono presi di mira nell'attentato al Los Angeles Times. Durante il suo periodo come editore del Times Otis è noto per aver coniato la frase "O sei con me, o contro di me." ("You are either with me, or against me.").
Il suo sostegno per la sua città adottiva fu strumentale nella crescita di Los Angeles. Fu membro di un gruppo di investitori che comprarono terreni nella San Fernando Valley sapendo in via riservata che l'acquedotto di Los Angeles l'avrebbe presto irrigata.
Morì il 30 luglio 1917 in casa di suo genero, Harry Chandler.